# 田所梓
田所梓（日语：／ Tadokoro Azusa，1993年11月10日—）是日本女聲優、歌手。從屬於聲優事務所HoriPro International、唱片公司Lantis。
暱稱主要使用。茨城縣水戶市出身。身高158cm，血型為AB型。

## 經歷
2011年10月10日在Horipro舉辦的「第36屆Horipro Talent Scout Caravan 次世代聲優試音會」中獲得第1名並受到拔擢，就此從屬於Horipro，並決定經Lantis發行CD出道。
2012年，出演SSK食品的宣傳動畫《沙律國的沙拉》的角色沙拉，正式聲優出道。
2013年10月起，與同期聲優、一同參加「次世代聲優試音會」並同樣入圍試音會最終選拔賽的大橋彩香、木戶衣吹、山崎惠理、Machico等人，定期舉辦以翻唱動畫音樂、遊戲音樂為主的演唱會「Anisong Ichiban!! presented by HoriPro」。
2014年7月30日，由Lantis發行的出道專輯《Beyond Myself!》發售，田所作為歌手出道。同年8月24日開設官方SNS，同時在其中開設官方同好會「fuanZOO」。
2015年5月31日，開設官方Twitter、Facebook帳戶。

## 人物
茨城縣出身，身高158公分，家中有一個大自己四歲的哥哥。
據個人官網資料記載，興趣是裁縫、製作相簿、卡拉OK、模仿，特技是網球、腕力比試、健身。血型AB型。
小時候觀賞《犬夜叉》的電視動畫產生想從事聲優的興趣，以及被劇中角色琥珀的配音員矢島晶子的演技所吸引，以飾演少年的角色和把前輩矢島作為目標。
高中時期受到電視劇版網球甜心的影響而加入網球社，曾擔任過網球社社長。為聲優歌手中島愛就讀同一所高中的後輩，受其經歷啟發而下定決心參加Horipro的聲優選拔。

## 演出作品
※粗體字表示說明飾演的主要角色。

### 電視動畫
2012年
- 偶像學園（霧矢葵[17]）
- 其中1個是妹妹！（學生）
- 美少女死神 還我H之魂！（飯賴宗緒、女學生）

2013年
- 黑色嘉年華（護士）
- 當不成勇者的我，只好認真找工作了。（菲諾·布拉德史東）

2014年
- 47都道府犬R（茨城犬）
- 健全機鬥士（吳屋急子）
- 極黑的布倫希爾德（鷹鳥小鳥）
- 偽姬物語（Hiro）
- 東京ESP（江戶山紫）

2015年
- 電波教師（式島切子、女學生C、女學生A）
- 吹響吧！上低音號（佐佐木梓、管樂團成員）

2016年
- 無彩限的幻影世界（露露）
- Divine Gate（貝德維爾、亞瑟〈少年〉、霍格尼）
- 至高指令（壹與[18]）
- 爆音少女！！（佐倉由女）
- 偶像學園STARS！（二階堂柚子）
- TRICKSTER －來自江戶川亂步「少年偵探團」－（中村奈緒）
- 吹響吧！上低音號2（管樂團成員）

2017年
- 政宗君的復仇（雙葉妙）
- 末日時在做什麼？有沒有空？可以來拯救嗎？（珂朵莉·諾塔·瑟尼歐里斯[19]）
- sin 七大罪（亞斯塔祿）
- 偶像學園STARS！（霧矢葵）

2018年
- 按鍵發明 PIKACHIN-KIT（井津藻中）
- POP TEAM EPIC（PIPI美〈第8話A段〉）
- 紫羅蘭永恆花園（露庫莉雅·瑪爾伯洛）
- 童話魔法使（日野幸）
- 賽馬娘 Pretty Derby（魯道夫象徵）
- 偶像活動Friends！（神城卡蓮）
- 女神異聞錄5 the Animation（女主播）
- BanG Dream! Girls Band Party!☆PICO（瀨田薰）

2019年
- BanG Dream! 2nd Season（瀨田薰[20]）
- 關於我轉生變成史萊姆這檔事（克蘿耶）
- 三次元女友 REAL GIRL 第2期（秋山麗子）
- 實況主的逃脫遊戲【直播中】（鬼華）
- 偶像活動 on Parade！（神城卡蓮）
- Z/X Code reunion（纏的姐姐）
- 神田川JET GIRLS（紫集院輝夜[21]）
- 美妙射擊部（辻麻里奈）

2020年
- BanG Dream! 3rd Season（瀨田薰）
- BORUTO-火影新世代-NARUTO NEXT GENERATIONS-（圓天道）
- 超異域公主連結 Re:Dive（美冬）
- BanG Dream! Girls Band Party!☆PICO ～大份～（瀨田薰）
- 賽馬娘四格（魯道夫象徵）
- 半妖的夜叉姬（諸葉）
- 眾神眷顧的男人（龍馬·竹林）
- 小碧藍幻想！（維特爾）

2021年
- 賽馬娘 Pretty Derby Season 2（魯道夫象徵）
- 關於我轉生變成史萊姆這檔事 第2期（克蘿耶）
- WONDER EGG PRIORITY（長瀨小糸）
- 偶像學園Planet！（Smart Kyubi）
- SSSS.DYNAZENON（鳴衣、合唱部女子α）
- 七騎士 革命 -英雄的繼承者-（米娜）
- 半妖的夜叉姬 貳之章（諸葉）
- 萬能戰士無比敵（直美）
- BanG Dream! Girls Band Party!☆PICO Fever!（瀨田薰）
- 藍色時期（事務員）
- 丸少爺（布丁公主）

2022年
- 明日同學的水手服（四條璃生奈）
- 里亞德錄大地（凱利娜[22]）
- BanG Dream! 少女樂團派對！5週年紀念動畫 -CiRCLE THANKS PARTY!-（瀨田薰）
- 惑星公主蜥蜴騎士（朝日奈冰雨[23]）
- SHINE POST（池柴朱）
- 明日方舟 黎明前奏（德克薩斯[24]）

2023年
- 眾神眷顧的男人2（龍馬·竹林[25]）
- 萬事屋齋藤先生轉生異世界（妮妮婭）
- 物之古物奇譚（齋[26]）
- 政宗君的復仇R（雙葉妙[27]）
- 為了養老，我要在異世界存8萬枚金幣（阿麗娜
- 物之古物奇譚 第二章（齋）
- 偶像大師 百萬人演唱會！（最上靜香）
- 鐵路浪漫譚2（切子[28]）
- 闇影詩章F（幼年光）
- 賽馬娘 Pretty Derby Season 3（魯道夫象徵）

2024年
- 百千家的妖怪王子（鯰）
- 遊戲王GO RUSH（澤伊艾特）
- 亦葉亦花（伊澤野莓[29]）
- 身為VTuber的我因為忘記關台而成了傳說（相馬有素[30]）
- 關於我轉生變成史萊姆這檔事 第3期（克蘿耶）

2025年
- 終究，與你相戀。（倉敷千夏[31]）
- 賽馬娘 蘆毛灰姑娘（魯道夫象徵[32]）
- CITY THE ANIMATION（雨飾悅理[33]）

2026年
- 終究，與你相戀。（第2期）（倉敷千夏[34]）

### OVA
2013年
- 美少女死神 還我H之魂！（飯賴宗緒）※漫畫第4卷限定版付屬BD

2015年
- 數碼寶貝大冒險tri.第1章「再會」

2018年
- 政宗君的復仇（雙葉妙）

2017年
- 巴加的工作室（可可[35]）

2019年
- 時光沙漏fragtime[36]

### 劇場版動畫
2013年
- 言葉之庭

2014年
- 劇場版 偶像學園！（霧矢葵）

2015年
- 偶像學園！大家一起來獲得音樂大賞吧！（霧矢葵）

2016年
- 劇場版 偶像學園STARS！（二階堂柚子）
- 偶像學園！～被盯上的魔法偶活卡～（霧矢葵）
- POP IN Q（深町美晴[37]）

2019年
- 劇場版 吹響吧！上低音號 ～誓言的終章～（管樂團成員〈加部友惠〉）
- 紫羅蘭永恆花園外傳-永遠與自動手記人偶-（露庫莉雅·瑪爾伯洛）
- BanG Dream! FILM LIVE（瀨田薰[38]）
- 怪物彈珠（歐佩可）

2021年
- BanG Dream! FILM LIVE 2nd Stage（瀨田薰）

2022年
- 劇場版 BanG Dream! Poppin'Dream!（瀨田薰）
- 偶像學園！ 10th STORY ～通往未來的STARWAY～（2022年版）（霧矢葵）

2023年
- 偶像學園！ 10th STORY ～通往未來的STARWAY～（2023年版）（霧矢葵[39]）

2025年
- 小林家的龍女僕 害怕孤獨的龍（妖精女孩[40]）

### 網路動畫
2019年
- 怪物彈珠（歐佩可）

2022年
- 人魚公主吃得很抱歉（繪羅公主）
- 夜雨白露真的殺不掉（淺上）[41]
- 蔚藍檔案 1.5周年紀念短篇動畫（黑館羽留奈）
- 悠哉賽馬娘（魯道夫象徵）

2023年
- 宇宙偶像（ロッコ[42]）

### 遊戲
2012年
- 偶像活動！灰姑娘課程（霧矢葵）
- 海賊魂（皆本光）

2013年
- 偶像大師 百萬人演唱會！（最上靜香[43]）
- 偶像活動！2個人的my princess（霧矢葵）
- 星霜的亞馬遜（女忍者）

2014年
- 偶像大師 全力以赴（最上靜香） - DLC追加角色[44]
- 肌肉鍛鍊女友（鈴音）
- 刀剑神域 虚空断章
- 女子宿舍禁愛令（水澤葵[45]）

2015年
- VALKYRIE DRIVE -SIREN-（沙粧麗[46]）
- 公主連結（大神美冬）

2016年
- AKIBA'S BEAT（星野咲）
- 學園夢幻祭（花音小鳥）
- 碧藍幻想（維特爾、奧涅伊洛斯）

2017年
- BanG Dream! 少女樂團派對（瀨田薰）
- 偶像大師 百萬人演唱會！劇場時光（最上靜香）
- 問答RPG 魔法使與黑猫維茲（提拉·普拉耶）
- 魔法紀錄 魔法少女小圓外傳（牧薰）

2018年
- 超異域公主連結 Re:Dive（美冬／大神美冬）
- Data Carddass 偶像學園Friends！（神城卡蓮、霧矢葵、二階堂柚子）
- 棕色塵埃（格洛里亞）
- LayereD Stories 0（瑪麗亞貝爾、緹妮亞）
- 闇影詩章（嘉魯蜜兒）

2019年
- 明日方舟（德克薩斯、克洛絲）
- 東方加農砲彈（鈴仙·優曇華院·因幡）
- 偶像學園 on Parade！（霧矢葵、二階堂柚子、神城卡蓮）
- BraveSword × BlazeSoul（災厄蒼花Absolute、三池典太）
- 怪物彈珠（提爾納諾、歐佩可）
- 少女前線（傑里科）
- 食之契約（麻婆豆腐、彈珠汽水）

2020年
- 神田川JET GIRLS（紫集院輝夜[47]）
- 偶像大師 星耀季節（最上靜香[48]）
- 逆轉奧賽羅尼亞（恩浦薩）
- 另一個伊甸 穿越時空的貓（米露莎）
- 偶像學園Planet！（智慧九尾）

2021年
- 蔚藍檔案（黑館羽留奈）
- 賽馬娘Pretty Derby（魯道夫象徵[49]）
- 關於我轉生變成史萊姆這檔事：魔王與龍的建國譚（克蘿耶·歐貝爾、面具勇者）
- 琉璃櫻（櫻）
- sin 七大罪 X-TASY（亞斯塔祿）
- 秋之回憶 星穹之下（里美英）
- 夢幻之星Online2：新世紀（娜德拉芙）
- 悠久之樹（芙洛蕾婭、龍膽）

2022年
- 公主連結！Grand Masters（美冬）
- NieR Re[in]carnation（瑪麗）
- Code Geass 反叛的魯路修失落物語（克拉莉絲·加菲爾）
- 機動戰姬：聚變（桂冠、涼風）
- m HOLD'EM（槍原凪）
- Your Majesty（ミコ）
- Engage Kill（王欣怡）

2023年
- 決鬥大師交換紙牌遊戲（PIPI美）
- 櫻花Ignoramus（蒙娜麗莎）
- 城與龍（甲蟲少女）
- 封印者：CLOSERS（愛里）
- 蔚藍色法則（女性玩家）
- 超偵探事件簿 霧雨謎宮（可菈涅）
- TOWER OF SKY 天空之塔（米安娜）

2024年
- 世界计划 缤纷舞台！ feat.初音未来（白虎町涼）

2025年
- 寶可夢大師（小春）

### 有聲漫畫
- 可愛原學姐喜歡可愛的早乙女君！（早乙女君[50]）

### 廣播劇CD
2014年
- 魔法少女育成計畫 in Dreamland（菈·普賽兒[51]）

2015年
- 劇場版 偶像學園 錄製原創廣播劇CD（霧矢葵）
- 偶像大師 百萬人演唱會 系列（最上靜香[52]）

2016年
- 偶像學園！大家一起來獲得音樂大賞吧！ 錄製原創廣播劇CD（霧矢葵）

2017年
- 偶像學園 被盯上的魔法偶活卡 原創廣播劇CD（霧矢葵）
- 劇場版 偶像學園STARS！ 原創廣播劇CD（二階堂柚子）

2018年
- 電視動畫／Data Carddas「偶像學園」&「偶像學園STARS！」特別廣播劇CD（霧矢葵、二階堂柚子）

### 譯製配音
- ANISAVA（2016年，Selena，Amaya Begoña飾）
- 反恐危機第7季（2018年，喬希）
- 異星探索（2019年，Cee，蘇菲·蔡徹飾）
- 夜班服務員（2020年，安德烈亞，安娜·德哈瑪斯飾）
- 比悲傷更悲傷的故事（2020年，Cindy，陳庭妮飾）
- 艾蜜莉在巴黎第7集（2020年，布魯克林·奇樂，卡爾森·楊飾）
- 急先鋒（2021年，Fareeda，徐若晗飾）
- A Dog Named Palma（2021年，安娜塔西亞·拉扎列夫）
- 張三豐2太極天師（2021年，白青青／櫻落，張洋飾）
- 狄仁傑之奪命天眼（2021年，赫連雲珠，南楚兒飾）
- 明天不要來（2021年，朱莉，金智仁飾）
- 棕櫚泉不思議（2021年，塔拉·安妮·王爾德，卡蜜拉·曼德絲飾 ）
- 返校（2021年，方芮欣，王淨飾）
- 殭屍校園（2022年，朴美珍，李恩泉飾）
- Double Trouble and the Magical Mirror（2022年，埃米爾）
- A Predator's Obsession（2022年，艾莉森）
- Flinch（2022年，米亞）
- 詭老（2022年，凱拉，艾莉莎·斯坎倫（英语：Eliza Scanlen）飾）
- 鍍金年代（2022年，格萊蒂絲·羅素，泰莎·法蜜嘉飾）
- 哲仁王后（2022年，洪燕，蔡瑞恩飾）
- 馬拉多納：庇佑之夢（2022年，羅蕾拉）
- 超自然檔案第15季第5集（2022年，艾許莉）
- 馬德里金庫盜數90分鐘（2022年，洛林，阿斯特麗德·伯格斯·弗瑞斯貝飾）
- 帝王之女守百香（2022年，守百香／雪蘭，徐玄振飾）
- 吸血鬼羅曼史（2023年，蘭，鄭妍周飾）
- 花木蘭（2023年，花木蘭，劉楚玄飾）
- 最後一個平安夜（2023年，亞歷克斯，柯爾比·豪威爾·巴普蒂斯特飾、哈迪，哈迪·格里芬·戴維斯飾、托馬斯，基比·格里芬·戴維斯飾）
- 外星居民2 第5集（2023年）
- RRR（2023年，瑪莉，Twinkle Sharma飾、幼年蘭瑪，Varun Buddhadev飾）

### 廣告
- SSK食品「沙拉國的沙拉」（2012年，沙拉）
- 蘋果樹「濃稠蛋包飯篇」（2015年，濃稠蛋包飯）[53]
- Panasonic「Lets Note XZ系列」（2017年）[54]
- 接吻的餃子「餃子LOVE的田所梓×大橋彩香隨心所欲地配音了!!電影『接吻的餃子』預告篇4」（2018年）[55]
- 丸龜製麵「塔塔醬炸雞烏龍麵」（2020年）[56]
- 我怎麼可能成為妳的戀人，不行不行!（※不是不可能!?） PV（2021年，王塚真唯）[57]
- 賽馬娘：蘆毛灰姑娘（2021年，魯道夫象徵）[58]

### 廣播節目
- 田所梓☆大橋彩香的電台 Hajimedio（2012年7月7日 - 28日，星期六定期配信，文化放送超!A&G+デジスタ内的10分鐘環節）（2012年8月4日 - 12月30日，星期六定期配信，文化放送超!A&G+）[59]
- ミュ〜コミ+プラス（2013年4月10日 - 2020年4月1日，星期二定期配信，日本放送）[60]
- THE IDOLM@STER MillionRADIO（2013年5月3日 - Niconico直播）[61]
- 田所梓與天津向的反正我們這種人⋯（日语：田所あずさと天津向のどうせワレワレなんて・・・）（2017年9月7日 - 星期四定期配信，日本放送 PODCAST STATION）
- 星街彗星・田所梓 平行線Scramble（2021年4月4日 - 2023年10月1日，星期日定期配信，文化放送超!A&G+）
- 鷲崎健的YORUNIGHT×YORUNIGHT（2023年8月7日 - 28日，月替助理主持，星期一定期配信，文化放送 超!A&G+）[62]

### 舞台、戲劇
- Fanfare製作公演 霸天候Vol.3「SHIT AND LOBSTER」（2012年12月26日－12月30日，高圓寺·明石Studio）
- 劇團天人菊（2013年3月18日、20日，新宿·THEATER BRATS）
- 劇團盂蘭盆（2020年4月17日－4月26日，東京·新宿FACE）

### 旁白
- （2013年10月7日，TBS電視台）
- （2014年4月28日 - 9月22日，TBS電視台）
- Japacon presents「Agent HaZAP」（2017年4月7日 - 2018年3月17，BS富士）
- かまいガチ（日语：かまいガチ）（2021年10月15日，朝日電視台）
- ABEMA Prime（2022年4月4日 - 星期一固定配信，ABEMA）
- 有田腦（2022年12月1日 - ）

### 電視節目
- 真正的大小姐是誰?!一流大小姐品鑑中（2017年1月7日 - 3月25日，AT-X）
- WSB 〜World Secret Base〜（2018年3月10日 - 2021年8月21日，AT-X）
- 總之想要悠哉地過！（2021年11月15日 - ，AT-X）[63]
- 跳吧!秋刀魚大人!!（日语：踊る!さんま御殿!!）（2022年9月27日，日本電視台）[64]

### 影像商品
- THE IDOLM@STER 8th ANNIVERSARY HOP! STEP!! FESTIV@L!!!（2014年）[65]
- Animelo Summer Live 2013 -FLAG NINE- 8.24
- THE IDOLM@STER M@STERS OF IDOL WORLD!!2014[66]
- THE IDOLM@STER MILLION LIVE! 1stLIVE HAPPY☆PERFORM@NCE!! Blu-ray Day2（2014年）[67]
- Animelo Summer Live 2014 -ONENESS- 8.30
- THE IDOLM@STER MILLION LIVE! 2ndLIVE ENJOY H@RMONY!! Live Blu-ray（2015年）[68]
- 田所梓 One Man Live 2014 -Beyond Myself!- Live Blu-ray（2015年）
- THE IDOLM@STER M@STER OF IDOL WORLD!!2015 Live Blu-ray（2016年）[69]
- THE IDOLM@STER MILLION LIVE! 3rdLIVE TOUR BELIEVE MY DRE@M!! LIVE Blu-ray （2016年）[70][71][72][73][74]
- Animelo Summer Live 2016 刻 -TOKI- 8.26（2017年）
- THE IDOLM@STER MILLION LIVE! 4th LIVE TH@NK YOU FOR SMILE!! LIVE Blu-ray（2018年）
- Animelo Summer Live 2017 -THE CARD- 8.26（2018年）
- THE IDOLM@STER MILLION LIVE! 5thLIVE BRAND NEW PERFORM@NCE!!! LIVE Blu-ray（2019年）
- THE IDOLM@STER MILLION LIVE! 6thLIVE TOUR Fairy STATION ＠FUKUOKA LIVE Blu-ray（2020年）

### 其他
- 『たぶらかし-代行女優業・マキ-』-スピンオフ映像動画「秘書・藤ミネコの秘密の午後」第9話（聲之演出）
- 神奈川縣伊勢原市「新型冠狀病毒感染擴大防止宣導影像」（2021年，天之聲）[75][76]
- 【朝氣蓬勃日本酒ASMR】日本酒作伴 -與元氣女子盛夏的一斟- （2023年，燦）[77]

## 作品

### 單曲
|        | 發售日         | 標題         | 規格編號                                  | 規格編號                                  | Oricon最高位 |
| 歌手盤 | 發售日         | 標題         | 動畫盤                                    |                                           | Oricon最高位 |
| ------ | -------------- | ------------ | ----------------------------------------- | ----------------------------------------- | ------------ |
| 1st    | 2015年4月22日  | DREAM LINE   | LACM-14336（視覺盤） LACM-14337（動畫盤） | LACM-14336（視覺盤） LACM-14337（動畫盤） | 40位         |
| 2nd    | 2015年9月2日   |              | LACM-14383（Type.A） LACM-14384（Type.B） | LACM-14383（Type.A） LACM-14384（Type.B） | 45位         |
| 3rd    | 2016年2月10日  | 純真Always   | LACM-14441                                | LACM-14442                                | 22位         |
| 4th    | 2016年10月26日 | 1HOPE SNIPER | LACM-14536                                | LACM-14537                                | 52位         |
| 5th    | 2017年1月25日  |              | LACM-14567                                | LACM-14568                                | 31位         |
| 6th    | 2017年4月26日  | DEAREST DROP | LACM-14588                                | LACM-14589                                | 32位         |
| 7th    | 2018年7月25日  | RESOLVE      | LACM-14776                                | LACM-14777                                | 53位         |
| 8th    | 2019年1月23日  |              | LACM-14821                                | LACM-14822                                | 27位         |
| 9th    | 2019年8月21日  |              | LACM-14920                                | -                                         | 39位         |
| 10th   | 2019年11月27日 | RIVALS       | LACM-14943                                | LACM-14944                                | 44位         |
| 11th   | 2020年11月11日 |              | LACM-24048                                | LACM-24049                                | 29位         |
| 12th   | 2022年1月5日   |              | LZC-2063                                  | 數位配信                                  | 不適用       |
| 13th   | 2023年1月9日   |              | LZC-2315                                  | 數位配信                                  | 不適用       |
| 14th   | 2023年7月4日   |              | LZC-2430                                  | 數位配信                                  | 不適用       |

### 專輯
|     | 發售日         | 標題           | 規格編號                                      | Oricon最高位 |
| --- | -------------- | -------------- | --------------------------------------------- | ------------ |
| 1st | 2014年7月30日  | Beyond Myself! | LACA-15424                                    | 33位         |
| 2nd | 2016年7月6日   | It’s my CUE.   | LACA-35562（初回限定盤） LACA-15562（通常盤） | 27位         |
| 3rd | 2017年10月25日 | So What？      | LACA-35659（初回限定盤） LACA-15659（通常盤） | 20位         |

### 自製專輯
|     | 發售日        | 標題  | 規格編號   | Oricon最高位 |
| --- | ------------- | ----- | ---------- | ------------ |
| 1st | 2021年1月27日 | Waver | LACA-15837 | 61位         |

### 音樂合作
| 樂曲                | 音樂合作一覽                                                 | 年份   |
| ------------------- | ------------------------------------------------------------ | ------ |
|                     | 遊戲《星霜的亞馬遜》主題曲                                   | 2013年 |
| Hello My Revolution | 情報節目《アニメマシテ》八月片尾曲                           | 2014年 |
| Wonderful Dreamer   | 娛樂節目《GirlsNews〜声優》片頭曲                            | 2014年 |
|                     | 遊戲《RE:VICE[D]》片尾曲                                     | 2014年 |
|                     | 電視動畫《無彩限的幻影世界》片尾曲                           | 2016年 |
|                     | 電視動畫《Luger Code 1951》印象曲                            | 2016年 |
| 1HOPE SNIPER        | 電視動畫《TRICKSTER －來自江戶川亂步「少年偵探團」－》片尾曲 | 2016年 |
|                     | 電視動畫《TRICKSTER －來自江戶川亂步「少年偵探團」－》片頭曲 | 2017年 |
| DEAREST DROP        | 電視動畫《末日時在做什麼？有沒有空？可以來拯救嗎？》片頭曲   | 2017年 |
| RESOLVE             | 電視動畫《刃牙》片尾曲                                       | 2018年 |
|                     | 電視動畫《關於我轉生變成史萊姆這檔事》第二片尾曲             | 2019年 |
| RIVALS              | 電視動畫《神田川JET GIRLS》片尾曲                            | 2019年 |
|                     | 電視動畫《眾神眷顧的男人》片頭曲                             | 2020年 |
|                     | 電視動畫《里亞德錄大地》片尾曲                               | 2022年 |
|                     | 電視動畫《眾神眷顧的男人2》片尾曲                            | 2023年 |
|                     | 電視動畫《物之古物奇譚第二章》片尾曲                         | 2023年 |

### 角色歌
| 發售日   | CD標題                                                                  | 名義 | 樂曲                                        | 商業搭配                                                        |
| -------- | ----------------------------------------------------------------------- | --- | ------------------------------------------- | --------------------------------------------------------------- |
|          | 超絕神曲 動畫ON！-VOL.1-                                                | 謎之歌姬 | 「ときめきアドベンチャー」                  | 遊戲『海賊魂』資料專輯                                          |
| 2013年   |                                                                         | |                                             |                                                                 |
| 4月24日  | THE IDOLM@STER LIVE THE@TER PERFORMANCE 01 Thank You！                  | 765 MILLIONSTARS | 「Thank You！」                             | 遊戲『偶像大師 百萬人演唱會！』資料專輯                         |
| 4月24日  | THE IDOLM@STER LIVE THE@TER PERFORMANCE 01 Thank You！                  | 765THEATER ALLSTARS | 「Thank You！（765THEATER ver.）」          | 遊戲『偶像大師 百萬人演唱會！』資料專輯                         |
| 5月29日  | THE IDOLM＠STER LIVE THE＠TER PERFORMANCE 02                            | 最上靜香（田所梓） | 「Precious Grain」                          | 遊戲『偶像大師 百萬人演唱會！』角色專輯                         |
| 5月29日  | THE IDOLM＠STER LIVE THE＠TER PERFORMANCE 02                            | 天海春香（中村繪里子）、天空橋朋香（小岩井小鳥）、七尾百合子（伊藤美來）、箱崎星梨花（麻倉桃）、最上静香（田所梓） | 「Legend Girls！！」                        | 遊戲『偶像大師 百萬人演唱會！』角色專輯                         |
| 2014年   |                                                                         | |                                             |                                                                 |
| 4月23日  | 極黑的布倫希爾德 原聲帶                                                 | 黑羽寧子（種田梨沙）、橘佳奈（洲崎綾）、和美·施里恩曹爾（M·A·O）、鷹鳥小鳥（田所梓） | 「」                                        | 電視動畫《極黑的布倫希爾德》片尾曲                              |
| 4月23日  | 極黑的布倫希爾德 原聲帶                                                 | 黑羽寧子（種田梨沙）、橘佳奈（洲崎綾）、和美·施里恩曹爾（M·A·O）、鷹鳥小鳥（田所梓） | 「」                                        | 電視動畫《極黑的布倫希爾德》相關歌曲                            |
| 4月23日  | 47都道府犬R                                                             | 茨城犬（田所梓） | 「」                                        | 電視動畫《47都道府犬R》相關歌曲                                 |
| 4月30日  | THE IDOLM@STER LIVE THE@TER PERFORMANCE 13                              | 春日未來（山崎遙）、最上靜香（田所梓）、伊吹翼（Machico） | 「Thank You!」                              | 遊戲《偶像大師 百萬人演唱會！》相關歌曲                         |
| 5月14日  | Suki Suki//LINKS                                                        | 友寄勁子（大橋彩香）、真境名鈍子（木戸衣吹）、吳屋急子（田所梓） | 「Suki Suki//LINKS」                        | 電視動畫《健全機鬥士》片尾曲                                    |
| 5月14日  | Suki Suki//LINKS                                                        | 吳屋急子（田所梓） | 「」                                        | 電視動畫《健全機鬥士》相關歌曲                                  |
| 6月4日   | U・N・M・E・I                                                           | 春日未來（山崎遙）、最上靜香（田所梓）、箱崎星梨花（麻倉桃） | 「U・N・M・E・I 」 「Thank You -MR remix-」 | 廣播節目《THE IDOLM@STER MillionRADIO》主題曲                   |
| 6月25日  | 健全機鬥士 原聲帶                                                       | 吳屋急子（田所梓） | 「Suki Suki//LINKS」                        | 電視動畫《健全機鬥士》相關歌曲                                  |
| 7月30日  | 極黑的布倫希爾德 BD、DVD-BOX 第1卷特典CD                                | 鷹鳥小鳥（田所梓） | 「」                                        | 電視動畫《極黑的布倫希爾德》相關歌曲                            |
| 8月2日   |                                                                         | 江戶山紫（田所梓） | 「Lasting Memories」                        | 電視動畫《東京ESP》片尾曲                                       |
| 9月24日  | THE IDOLM@STER LIVE THE@TER HARMONY 03                                  | | 「Shooting Stars」 「Welcome!!」            | 遊戲《偶像大師 百萬人演唱會！》相關歌曲                         |
| 9月24日  | THE IDOLM@STER LIVE THE@TER HARMONY 03                                  | 最上靜香（田所梓） | 「Catch my dream」                          | 遊戲《偶像大師 百萬人演唱會！》相關歌曲                         |
| 10月22日 | THE IDOLM@STER M@STERS OF IDOL WORLD!! 2014 特典CD                      | 天海春香（中村繪里子）、如月千早（今井麻美）、星井美希（長谷川明子）、島村卯月（大橋彩香）、澀谷凜（福原綾香）、本田未央（原紗友里）、春日未來（山崎遙）、最上靜香（田所梓）、伊吹翼（Machico） | 「IDOL POWER RAINBOW」                      | 演唱會活動《THE IDOLM@STER M@STERS OF IDOL WORLD!! 2014》主題曲 |
| 10月22日 | THE IDOLM@STER M@STERS OF IDOL WORLD!! 2014 特典CD                      | 春日未來（山崎遙）、最上靜香（田所梓）、伊吹翼（Machico） | 「IDOL POWER RAINBOW」                      | 演唱會活動《THE IDOLM@STER M@STERS OF IDOL WORLD!! 2014》主題曲 |
| 11月12日 | 東京ESP 角色歌專輯 唱吧ESP                                              | 江戶山紫（田所梓）、小企（水原薰） | 「PePeGa Kueh! Kueh!」                      | 電視動畫《東京ESP》相關歌曲                                     |
| 2015年   |                                                                         | |                                             |                                                                 |
| 3月12日  | 偶像大師 百萬人演唱會！第1卷 特別版 原創CD                              | 最上靜香（田所梓） | 「」                                        | 漫畫《偶像大師 百萬人演唱會！》相關歌曲                         |
| 3月12日  | 偶像大師 百萬人演唱會！第1卷 特別版 原創CD                              | 春日未來（山崎遙）、最上靜香（田所梓） | 「GO MY WAY!!」                             | 漫畫《偶像大師 百萬人演唱會！》相關歌曲                         |
| 4月4日   | THE IDOLM@STER LIVE THE@TER SOLO COLLECTION Vol.01                      | 最上靜香（田所梓） | 「Shooting Stars」                          | 遊戲《偶像大師 百萬人演唱會！》相關歌曲                         |
| 7月18日  | THE IDOLM@STER LIVE THE@TER SOLO COLLECTION Vol.02                      | 最上靜香（田所梓） | 「Legend Girls!!」                          | 遊戲《偶像大師 百萬人演唱會！》相關歌曲                         |
| 8月26日  | THE IDOLM@STER MILLION RADIO! DJCD Vol.01                               | 春日未來（山崎遙）、最上靜香（田所梓）、箱崎星梨花（麻倉桃） | 「Welcome!! -MR remix-」                    | 遊戲《偶像大師 百萬人演唱會！》相關歌曲                         |
| 9月30日  | THE IDOLM@STER LIVE THE@TER DREAMERS 01 Dreaming!                       | 春日未來（山崎遙）、最上靜香（田所梓）、伊吹翼（Machico） | 「Dreaming!」                               | 遊戲《偶像大師 百萬人演唱會！》相關歌曲                         |
| 9月30日  | THE IDOLM@STER LIVE THE@TER DREAMERS 01 Dreaming!                       | MILLION ALLSTARS | 「Welcome!」                                | 遊戲《偶像大師 百萬人演唱會！》相關歌曲                         |
| 9月30日  | 電波教師 2 BD、DVD 特典CD 電波教師 Original Soundtrack:2                | 式島切子（田所梓） | 「」                                        | 電視動畫《電波教師》插入曲                                      |
| 12月2日  | THE IDOLM@STER LIVE THE@TER DREAMERS 03                                 | 如月千早（今井麻美）、周防桃子（渡部惠子）、德川茉莉（諏訪彩花）、二階堂千鶴（野村香菜子）、萩原雪步（淺倉杏美）、箱崎星梨花（麻倉桃）、馬場木實（高橋未奈美）、真壁瑞希（阿部里果）、宮尾美也（桐谷蝶蝶）、最上靜香（田所梓） | 「Dreaming!」                               | 遊戲《偶像大師 百萬人演唱會！》相關歌曲                         |
| 12月2日  | THE IDOLM@STER LIVE THE@TER DREAMERS 03                                 | 如月千早（今井麻美）、最上靜香（田所梓） | 「」                                        | 遊戲《偶像大師 百萬人演唱會！》相關歌曲                         |
| 2017年   |                                                                         | |                                             |                                                                 |
| 1月11日  | THE IDOLM@STER LIVE THE@TER FORWARD 02 BlueMoon Harmony                 | | 「」                                        | 遊戲《偶像大師 百萬人演唱會！》相關歌曲                         |
| 1月11日  | THE IDOLM@STER LIVE THE@TER FORWARD 02 BlueMoon Harmony                 | BlueMoon Harmony | 「brave HARMONY」                           | 遊戲《偶像大師 百萬人演唱會！》相關歌曲                         |
| 3月10日  | THE IDOLM@STER LIVE THE@TER SOLO COLLECTION 04 BlueMoon Theater         | 最上靜香（田所梓） | 「Flooding」                                | 遊戲《偶像大師 百萬人演唱會！》相關歌曲                         |
| 5月3日   | 遊戲《賽馬娘 Pretty Derby》STARTING GATE 06                             | 魯道夫象徵（田所梓） | 「SEVEN」                                   | 遊戲《賽馬娘 Pretty Derby》相關歌曲                             |
| 5月3日   | 遊戲《賽馬娘 Pretty Derby》STARTING GATE 06                             | 成田白仁（相坂優歌）、魯道夫象徵（田所梓）、氣槽（青木瑠璃子） | 「」 「」                                   | 遊戲《賽馬娘 Pretty Derby》相關歌曲                             |
| 6月28日  | sin 七大罪 BD、DVD第1卷特典CD                                           | 亞斯塔祿（田所梓） | 「Goddamn Critical」 「ASUDEKO」 「」       | 電視動畫《sin 七大罪》插入曲                                    |
| 6月28日  | sin 七大罪 BD、DVD第1卷特典CD                                           | 路西法（喜多村英梨）、亞斯塔祿（田所梓） | 「微熱なASUDEKO」                           | 電視動畫《sin 七大罪》插入曲                                    |
| 7月26日  | THE IDOLM@STER MILLION THE@TER GENERATION 01 Brand New Theater!         | 765 MILLION ALLSTARS | 「Brand New Theater!」                      | 遊戲《偶像大師 百萬人演唱會！劇場時光》主題曲                   |
| 7月26日  | THE IDOLM@STER MILLION THE@TER GENERATION 01 Brand New Theater!         | 765 MILLION ALLSTARS | 「Dreaming!」                               | 遊戲《偶像大師 百萬人演唱會！劇場時光》相關歌曲                 |
| 10月25日 | THE IDOLM@STER MILLION LIVE! M@STER SPARKLE 03                          | 最上靜香（田所梓） | 「SING MY SONG」                            | 遊戲《偶像大師 百萬人演唱會！劇場時光》相關歌曲                 |
| 11月22日 | THE IDOLM@STER MILLION THE@TER GENERATION 02                            | Fairy Stars | 「」                                        | 遊戲《偶像大師 百萬人演唱會！劇場時光》相關歌曲                 |
| 11月22日 | THE IDOLM@STER MILLION THE@TER GENERATION 02                            | Fairy Stars | 「Brand New Theater!」                      | 遊戲《偶像大師 百萬人演唱會！劇場時光》相關歌曲                 |
| 2018年   |                                                                         | |                                             |                                                                 |
| 4月4日   | THE IDOLM@STER MILLION LIVE! M@STER SPARKLE 08                          | 765 MILLION ALLSTARS | 「Brand New Theater!」                      | 遊戲《偶像大師 百萬人演唱會！劇場時光》相關歌曲                 |
| 6月2日   | THE IDOLM@STER LIVE THE@TER SOLO COLLECTION 06                          | 最上靜香（田所梓） | 「」                                        | 遊戲《偶像大師 百萬人演唱會！》相關歌曲                         |
| 7月25日  | 賽馬娘 Pretty Derby ANIMATION DERBY 03 Special Record!/Find My Only Way | 特別週（和氣杏未）、無聲鈴鹿（高野麻里佳）、東海帝王（Machico）、伏特加（大橋彩香）、大和赤驥（木村千咲）、黃金船（上田瞳）、目白麥昆（大西沙織）、神鷹（高橋未奈美）、草上飛（前田玲奈）、魯道夫象徵（田所梓）、氣槽（青木瑠璃子）、亞馬遜（巽悠衣子）、富士奇蹟（松井惠理子）、丸善斯基（Lynn）、好歌劇（德井青空）、琵琶晨光（近藤唯）、成田白仁（相坂優歌）、小栗帽（高柳知葉） | 「Special Record!」                         | 電視動畫《賽馬娘 Pretty Derby》插入曲                           |
| 7月25日  | 賽馬娘 Pretty Derby ANIMATION DERBY 03 Special Record!/Find My Only Way | 特別週（和氣杏未）、無聲鈴鹿（高野麻里佳）、東海帝王（Machico）、伏特加（大橋彩香）、大和赤驥（木村千咲）、黃金船（上田瞳）、目白麥昆（大西沙織）、神鷹（高橋未奈美）、草上飛（前田玲奈）、星雲天空（鬼頭明里）、帝皇光輝（佐伯伊織）、春麗（首藤志奈）、魯道夫象徵（田所梓）、大樹快車（大坪由佳）、氣槽（青木瑠璃子）、亞馬遜（巽悠衣子）、富士奇蹟（松井惠理子）、丸善斯基（Lynn）、好歌劇（德井青空）、琵琶晨光（近藤唯）、成田白仁（相坂優歌）、小栗帽（高柳知葉）、超級小海灣（優木加奈）、玉藻十字（大空直美）、稻荷一（井上遥乃）、勝利獎劵（渡部優衣）、目白賴恩（土師亞文）、目白多伯（久保田光）、優秀素質（前田佳織里）、榮進閃耀（藤野彩水）、待兼福來（新田日和）、名將戶仁（和多田美咲） | 「」                                        | 電視動畫《賽馬娘 Pretty Derby》片尾曲                           |
| 8月29日  | THE IDOLM@STER MILLION THE@TER GENERATION 11 UNION!!                    | 765 MILLION ALLSTARS | 「UNION!!」 「Welcome!!」                   | 遊戲《偶像大師 百萬人演唱會！》相關歌曲                         |
| 9月26日  | 賽馬娘 Pretty Derby ANIMATION DERBY 06                                  | 魯道夫象徵（田所梓）、丸善斯基（Lynn）、亞馬遜（巽悠衣子）、富士奇蹟（松井惠理子）、氣槽（青木瑠璃子）、成田白仁（相坂優歌）、琵琶晨光（近藤唯） | 「Special Record!」                         | 電視動畫《賽馬娘 Pretty Derby》相關歌曲                         |
| 10月24日 | THE IDOLM@STER THE@TER BOOST 02                                         | 櫻守歌織（香里有佐）、最上靜香（田所梓）、望月杏奈（夏川椎菜）、百瀨莉緒（山口立花子）、宮尾美也（桐谷蝶蝶） | 「」 「DIAMOND DAYS」                       | 遊戲《偶像大師 百萬人演唱會！劇場時光》相關歌曲                 |
| 11月28日 | 超異域公主連結 Re:Dive PRICONNE CHARACTER SONG 06                       | 珠希（沼倉愛美）、美冬（田所梓）、秋乃（松嵜麗）、優花梨（今井麻美） | 「」                                        | 遊戲《超異域公主連結 Re:Dive》插入曲                            |
| 12月26日 | THE IDOLM@STER MILLION THE@TER GENERATION 12 D/Zeal                     | D/Zeal | 「」 「餞の鳥」                             | 遊戲《偶像大師 百萬人演唱會！劇場時光》相關歌曲                 |
| 2019年   |                                                                         | |                                             |                                                                 |
| 2月28日  | brave HARMONY（Brand New Ver.）                                         | BlueMoon Harmony | 「brave HARMONY（Brand New Ver.）」         | 遊戲《偶像大師 百萬人演唱會！劇場時光》相關歌曲                 |
| 4月27日  | THE IDOLM@STER THE@TER SOLO COLLECTION 07 FAIRY STARS                   | 最上靜香（田所梓） | 「」                                        | 遊戲《偶像大師 百萬人演唱會！劇場時光》相關歌曲                 |
| 7月24日  | THE IDOLM@STER MILLION THE@TER WAVE 01 Flyers!!!                        | 765 MILLION ALLSTARS | 「Flyers!!!」                               | 遊戲《偶像大師 百萬人演唱會！劇場時光》相關歌曲                 |
| 2020年   |                                                                         | |                                             |                                                                 |
| 3月25日  | 神田川JET GIRLS BD・DVD第三卷特典CD                                     | 紫集院輝夜（田所梓）、滿腹黑丸（洲崎綾） | 「STOIC×STRENGTH」                          | 電視動畫『神田川JET GIRLS』相關歌曲                             |
| 4月29日  | THE IDOLM@STER MILLION RADIO! ENDLESS TOUR                              | 春日未來（山崎遙）、最上靜香（田所梓）、箱崎星梨花（麻倉桃） | 「ENDLESS TOUR」「Flyers!!! -MR remix-」    | 廣播『THE IDOLM@STER MillionRADIO』主題曲                       |
| 8月26日  | THE IDOLM@STER MILLION THE@TER WAVE 10 Glow Map                         | 765 MILLION ALLSTARS | 「Glow Map」                                | 遊戲《偶像大師 百萬人演唱會！劇場時光》相關歌曲                 |

## 書籍

### 寫真集
- 田所梓 1st Photobook AZ i am（2019年3月1日，主婦之友社（日语：主婦の友社），ISBN 978-4074363292）
- 田所梓寫真集 余白（2022年11月10日，主婦之友社，ISBN 978-4074535811）

### 组合成员
1. 最上靜香（田所梓）、北上麗花（平山笑美）、北澤志保（雨宫天）、野野原茜（小笠原早紀）、箱崎星梨花（麻倉桃）
2. ↑  天海春香（中村繪里子）、春日未來（山崎遙）、如月千早（今井麻美）、木下日向（田村奈央）、四條貴音（原由實）、茱莉亞（愛美）、高山紗代子（駒形友梨）、田中琴葉（種田梨沙）、天空橋朋花（小岩井小鳥）、箱崎星梨花（麻倉桃）、松田亞利沙（村川梨衣）、三浦梓（高橋智秋）、水瀨伊織（釘宮理惠）、最上靜香（田所梓）、望月杏奈（夏川椎菜）、矢吹可奈（木戶衣吹）、艾蜜莉·司徒亞特（郁原由宇）、大神環（稻川英里）、我那霸響（沼倉愛美）、菊地真（平田宏美）、北上麗花（平山笑美）、高坂海美（上田麗奈）、佐竹美奈子（大關英里）、島原艾琳娜（角元明日香）、高槻彌生（仁後真耶子）、永吉昴（齊藤佑圭）、野野原茜（小笠原早紀）、馬場木實（高橋未奈美）、福田法子（濱崎奈奈）、舞濱步（戶田惠）、真壁瑞希（阿部里果）、百瀨莉緒（山口立花子）、橫山奈緒（渡部優衣）、秋月律子（若林直美）、伊吹翼（Machico）、北澤志保（雨宫天）、篠宮可憐（近藤唯）、周防桃子（渡部惠子）、德川茉莉（諏訪彩花）、所惠美（藤井幸代）、豐川風花（末柄里惠）、中谷育（原嶋燈）、七尾百合子（伊藤美來）、二階堂千鶴（野村香菜子）、萩原雪步（淺倉杏美）、ROCO（中村溫姬）、雙海亞美／真美（下田麻美）、星井美希（長谷川明子）、宮尾美也（桐谷蝶蝶）
3. 永吉昴（齊藤佑圭）、七尾百合子（伊藤美來）、最上靜香（田所梓）
4. ↑  北上麗花（平山笑美）、篠宮可憐（近藤唯）、茱莉亞（愛美）、高山紗代子（駒形友梨）、天空橋朋花（小岩井小鳥）、所惠美（藤井幸代）、永吉昴（齊藤佑圭）、七尾百合子（伊藤美來）、二階堂千鶴（野村香菜子）、舞濱步（戶田惠）、真壁瑞希（阿部里果）、最上静香（田所梓）
5. ↑  天海春香（中村繪里子）、如月千早（今井麻美）、星井美希（長谷川明子）、萩原雪步（淺倉杏美）、高槻彌生（仁後真耶子）、菊地真（平田宏美）、水瀨伊織（釘宮理惠）、四條貴音（原由實）、秋月律子（若林直美）、三浦梓（高橋智秋）、雙海亞美／真美（下田麻美）、我那霸響（沼倉愛美）、春日未來（山崎遙）、最上靜香（田所梓）、伊吹翼（Machico）、島原艾琳娜（角元明日香）、佐竹美奈子（大關英里）、所惠美（藤井幸代）、德川茉莉（諏訪彩花）、箱崎星梨花（麻倉桃）、野野原茜（小笠原早紀）、望月杏奈（夏川椎菜）、ROCO（中村溫姬）、七尾百合子（伊藤美來）、高山紗代子（駒形友梨）、松田亞利沙（村川梨衣）、高坂海美（上田麗奈）、中谷育（原嶋燈）、天空橋朋花（小岩井小鳥）、艾蜜莉·司徒亞特（郁原由宇）、北澤志保（雨宫天）、舞濱步（戶田惠）、木下日向（田村奈央）、矢吹可奈（木戶衣吹）、橫山奈緒（渡部優衣）、二階堂千鶴（野村香菜子）、馬場木實（高橋未奈美）、大神環（稻川英里）、豐川風花（末柄里惠）、宮尾美也（桐谷蝶蝶）、福田法子（濱崎奈奈）、真壁瑞希（阿部里果）、篠宮可憐（近藤唯）、百瀨莉緒（山口立花子）、永吉昴（齊藤佑圭）、北上麗花（平山笑美）、周防桃子（渡部惠子）、茱莉亞（愛美）、白石紬（南早紀）、櫻守歌織（香里有佐）
6. 1 2 3 4 5  天海春香（中村繪里子）、如月千早（今井麻美）、星井美希（長谷川明子）、萩原雪步（淺倉杏美）、高槻彌生（仁後真耶子）、菊地真（平田宏美）、水瀨伊織（釘宮理惠）、四條貴音（原由實）、秋月律子（若林直美）、三浦梓（高橋智秋）、雙海亞美／真美（下田麻美）、我那霸響（沼倉愛美）、春日未來（山崎遙）、最上靜香（田所梓）、伊吹翼（Machico）、田中琴葉（種田梨沙）、島原艾琳娜（角元明日香）、佐竹美奈子（大關英里）、所惠美（藤井幸代）、德川茉莉（諏訪彩花）、箱崎星梨花（麻倉桃）、野野原茜（小笠原早紀）、望月杏奈（夏川椎菜）、ROCO（中村溫姬）、七尾百合子（伊藤美來）、高山紗代子（駒形友梨）、松田亞利沙（村川梨衣）、高坂海美（上田麗奈）、中谷育（原嶋燈）、天空橋朋花（小岩井小鳥）、艾蜜莉·司徒亞特（郁原由宇）、北澤志保（雨宫天）、舞濱步（戶田惠）、木下日向（田村奈央）、矢吹可奈（木戶衣吹）、橫山奈緒（渡部優衣）、二階堂千鶴（野村香菜子）、馬場木實（高橋未奈美）、大神環（稻川英里）、豐川風花（末柄里惠）、宮尾美也（桐谷蝶蝶）、福田法子（濱崎奈奈）、真壁瑞希（阿部里果）、篠宮可憐（近藤唯）、百瀨莉緒（山口立花子）、永吉昴（齊藤佑圭）、北上麗花（平山笑美）、周防桃子（渡部惠子）、茱莉亞（愛美）、白石紬（南早紀）、櫻守歌織（香里有佐）
7. ↑  最上靜香（田所梓）、白石紬（南早紀）、所惠美（藤井幸代）、茱莉亞（愛美）、北澤志保（雨宫天）
8. ↑  如月千早（今井麻美）、秋月律子（若林直美）、四條貴音（原由實）、水瀨伊織（釘宮理惠）、最上靜香（田所梓）、北澤志保（雨宫天）、茱莉亞（愛美）、白石紬（南早紀）、周防桃子（渡部惠子）、天空橋朋花（小岩井小鳥）、所惠美（藤井幸代）、永吉昴（齊藤佑圭）、二階堂千鶴（野村香菜子）、舞濱步（戶田惠）、真壁瑞希（阿部里果）、百瀨莉緒（山口立花子）、ROCO（中村溫姬）
9. ↑  茱莉亞（愛美）、最上静香（田所梓）
10. ↑  北上麗花（平山笑美）、篠宮可憐（近藤唯）、茱莉亞（愛美）、高山紗代子（駒形友梨）、天空橋朋花（小岩井小鳥）、所惠美（藤井幸代）、永吉昴（齊藤佑圭）、七尾百合子（伊藤美來）、二階堂千鶴（野村香菜子）、舞濱步（戶田惠）、真壁瑞希（阿部里果）、最上静香（田所梓）、白石紬（南早紀）

## 外部連結
- 田所梓官方網站（页面存档备份，存于）（日語）
- 田所梓官方Blog「不安でしょうがないっ！」（页面存档备份，存于）（日語）
- 田所梓Fan Club （页面存档备份，存于）（日語）
- 田所梓的X（前Twitter）（日語）
- 田所梓的Instagram帳戶（日語）
- YouTube上的田所梓 Official Channel頻道（日語）
- YouTube上的ころあずちゃんねる【田所あずさ】頻道（日語）
- 田所梓_官方的哔哩哔哩个人空间（简体中文）
- Azusa_Tadokoro田所梓的新浪微博（简体中文）